# Grand Prix automobile de Mosport 2019
Navigation
Édition précédente Édition suivante
La 39e édition du Grand Prix de Mosport 2019 (officiellement appelé le 2019 Mobil 1 SportsCar Grand Prix) a été une course de voitures de sport organisée sur le Canadian Tire Motorsport Park en Ontario, au Canada, qui s'est déroulée du 4 juillet 2019 au 7 juillet 2019. Il s'agissait de la septième manche du championnat United SportsCar Championship 2019 et toutes les catégories de voitures du championnat ont participé à la course.

## Circuit
Le Canadian Tire Motorsport Park, plus connu sous le nom de Mosport est un circuit automobile situé au nord de Bowmanville en Ontario (Canada). Le complexe comprend un circuit routier de 3,96 km, une piste ovale asphaltée d'un demi mille (0,8 km) pour les courses de stock-car (le Mosport Speedway), et un circuit de karting de 1,4 km (le Mosport International Karting).
Le nom « Mosport » est la contraction de « motor » et « sport ».
En 2012, à la suite d'une entente de partenariat avec Canadian Tire, le complexe est rebaptisé « Canadian Tire Motorsport Park ».

## Engagés
La liste officielle des engagés était composée de 34 voitures, dont 11 en DPi, 2 en LMP2, 8 en Grand Touring Le Mans et 13 en Grand Touring Daytona.

## Course

### Classement de la course
- Les vainqueurs de chaque catégorie sont signalés par un fond jauni.

| Pos | Classe | no  | Écurie                                                   | Pilotes                                 | Châssis                         | Tours | Temps               |
| Pos | Classe | no  | Écurie                                                   | Pilotes                                 | Moteur                          | Tours | Temps               |
| --- | ------ | --- | -------------------------------------------------------- | --------------------------------------- | ------------------------------- | ----- | ------------------- |
| 1   | DPi    | 77  | Mazda Team Joest                                         | Oliver Jarvis Tristan Nunez             | Mazda RT24-P                    | 125   | 2 h 40 min 10 s 680 |
| 1   | DPi    | 77  | Mazda Team Joest                                         | Oliver Jarvis Tristan Nunez             | Mazda MZ-2.0T 2,0 l I4 Turbo    | 125   | 2 h 40 min 10 s 680 |
| 2   | DPi    | 55  | Mazda Team Joest                                         | Jonathan Bomarito Harry Tincknell       | Mazda RT24-P                    | 125   | + 1 s 699           |
| 2   | DPi    | 55  | Mazda Team Joest                                         | Jonathan Bomarito Harry Tincknell       | Mazda MZ-2.0T 2,0 l I4 Turbo    | 125   | + 1 s 699           |
| 3   | DPi    | 6   | Acura Team Penske                                        | Dane Cameron Juan Pablo Montoya         | Acura ARX-05                    | 125   | + 2 s 502           |
| 3   | DPi    | 6   | Acura Team Penske                                        | Dane Cameron Juan Pablo Montoya         | Acura AR35TT 3,5 l V6 Turbo     | 125   | + 2 s 502           |
| 4   | DPi    | 31  | Whelen Engineering Racing                                | Felipe Nasr Pipo Derani                 | Cadillac DPi-V.R                | 125   | + 4 s 708           |
| 4   | DPi    | 31  | Whelen Engineering Racing                                | Felipe Nasr Pipo Derani                 | Cadillac 5,5 l V8 Atmo          | 125   | + 4 s 708           |
| 5   | DPi    | 7   | Acura Team Penske                                        | Hélio Castroneves Ricky Taylor          | Acura ARX-05                    | 125   | + 5 s 058           |
| 5   | DPi    | 7   | Acura Team Penske                                        | Hélio Castroneves Ricky Taylor          | Acura AR35TT 3,5 l V6 Turbo     | 125   | + 5 s 058           |
| 6   | DPi    | 10  | Konica Minolta Cadillac DPi-V.R                          | Renger van der Zande Jordan Taylor      | Cadillac DPi-V.R                | 125   | + 11 s 747          |
| 6   | DPi    | 10  | Konica Minolta Cadillac DPi-V.R                          | Renger van der Zande Jordan Taylor      | Cadillac 5,5 l V8 Atmo          | 125   | + 11 s 747          |
| 7   | DPi    | 54  | CORE Autosport                                           | Jonathan Bennett Colin Braun            | Nissan Onroak DPi               | 125   | + 34 s 322          |
| 7   | DPi    | 54  | CORE Autosport                                           | Jonathan Bennett Colin Braun            | Nissan VR38DETT 3,8 l V6 Turbo  | 125   | + 34 s 322          |
| 8   | DPi    | 84  | JDC Miller Motorsports                                   | Simon Trummer Stephen Simpson           | Cadillac DPi-V.R                | 124   | + 1 tour            |
| 8   | DPi    | 84  | JDC Miller Motorsports                                   | Simon Trummer Stephen Simpson           | Cadillac 5,5 l V8 Atmo          | 124   | + 1 tour            |
| 9   | DPi    | 85  | JDC Miller Motorsports                                   | Mikhail Goikhberg Tristan Vautier       | Cadillac DPi-V.R                | 122   | + 3 tours           |
| 9   | DPi    | 85  | JDC Miller Motorsports                                   | Mikhail Goikhberg Tristan Vautier       | Cadillac 5,5 l V8 Atmo          | 122   | + 3 tours           |
| 10  | LMP2   | 52  | PR1/Mathiasen Motorsports                                | Matt McMurry Dalton Kellett (en)        | Oreca 07                        | 120   | + 5 tours           |
| 10  | LMP2   | 52  | PR1/Mathiasen Motorsports                                | Matt McMurry Dalton Kellett (en)        | Gibson GK428 4,2 l V8 Atmo      | 120   | + 5 tours           |
| 11  | DPi    | 5   | Mustang Sampling Racing                                  | João Barbosa Filipe Albuquerque         | Cadillac DPi-V.R                | 119   | Abandon             |
| 11  | DPi    | 5   | Mustang Sampling Racing                                  | João Barbosa Filipe Albuquerque         | Cadillac 5,5 l V8 Atmo          | 119   | Abandon             |
| 12  | GTLM   | 912 | Porsche GT Team                                          | Earl Bamber Laurens Vanthoor            | Porsche 911 RSR                 | 116   | + 9 tours           |
| 12  | GTLM   | 912 | Porsche GT Team                                          | Earl Bamber Laurens Vanthoor            | Porsche 4,0 l Flat-6 Atmo       | 116   | + 9 tours           |
| 13  | GTLM   | 24  | BMW Team RLL                                             | Jesse Krohn John Edwards                | BMW M8 GTE                      | 116   | + 9 tours           |
| 13  | GTLM   | 24  | BMW Team RLL                                             | Jesse Krohn John Edwards                | BMW S63 4,0 l V8 Bi-Turbo       | 116   | + 9 tours           |
| 14  | GTLM   | 911 | Porsche GT Team                                          | Patrick Pilet Nick Tandy                | Porsche 911 RSR                 | 116   | + 9 tours           |
| 14  | GTLM   | 911 | Porsche GT Team                                          | Patrick Pilet Nick Tandy                | Porsche 4,0 l Flat-6 Atmo       | 116   | + 9 tours           |
| 15  | GTLM   | 25  | BMW Team RLL                                             | Tom Blomqvist Connor De Phillippi       | BMW M8 GTE                      | 116   | + 9 tours           |
| 15  | GTLM   | 25  | BMW Team RLL                                             | Tom Blomqvist Connor De Phillippi       | BMW S63 4,0 l V8 Bi-Turbo       | 116   | + 9 tours           |
| 16  | GTLM   | 67  | Ford Chip Ganassi Racing                                 | Ryan Briscoe Richard Westbrook          | Ford GT                         | 116   | + 9 tours           |
| 16  | GTLM   | 67  | Ford Chip Ganassi Racing                                 | Ryan Briscoe Richard Westbrook          | Ford EcoBoost 3,5 l V6 Turbo    | 116   | + 9 tours           |
| 17  | GTLM   | 66  | Ford Chip Ganassi Racing                                 | Joey Hand Dirk Müller                   | Ford GT                         | 116   | + 9 tours           |
| 17  | GTLM   | 66  | Ford Chip Ganassi Racing                                 | Joey Hand Dirk Müller                   | Ford EcoBoost 3,5 l V6 Turbo    | 116   | + 9 tours           |
| 18  | GTLM   | 3   | Corvette Racing                                          | Antonio García Jan Magnussen            | Chevrolet Corvette C7.R         | 116   | + 9 tours           |
| 18  | GTLM   | 3   | Corvette Racing                                          | Antonio García Jan Magnussen            | Chevrolet LT 5,5 l V8 Atmo      | 116   | + 9 tours           |
| 19  | GTLM   | 4   | Corvette Racing                                          | Oliver Gavin Marcel Fässler             | Chevrolet Corvette C7.R         | 116   | + 9 tours           |
| 19  | GTLM   | 4   | Corvette Racing                                          | Oliver Gavin Marcel Fässler             | Chevrolet LT 5,5 l V8 Atmo      | 116   | + 9 tours           |
| 20  | GTD    | 96  | Turner Motorsport                                        | Bill Auberlen Robby Foley               | BMW M6 GT3                      | 113   | + 12 tours          |
| 20  | GTD    | 96  | Turner Motorsport                                        | Bill Auberlen Robby Foley               | BMW P63 4,4 l V8 Turbo          | 113   | + 12 tours          |
| 21  | GTD    | 86  | Meyer Shank Racing avec Curb Agajanian Performance Group | Mario Farnbacher Trent Hindman          | Acura NSX GT3 Evo               | 113   | + 12 tours          |
| 21  | GTD    | 86  | Meyer Shank Racing avec Curb Agajanian Performance Group | Mario Farnbacher Trent Hindman          | Acura 3,5 l V6 Turbo            | 113   | + 12 tours          |
| 22  | GTD    | 12  | AIM Vasser-Sullivan                                      | Frankie Montecalvo Townsend Bell        | Lexus RC F GT3                  | 113   | + 12 tours          |
| 22  | GTD    | 12  | AIM Vasser-Sullivan                                      | Frankie Montecalvo Townsend Bell        | Lexus 5,0 l V8                  | 113   | + 12 tours          |
| 23  | GTD    | 73  | Park Place Motorsports                                   | Patrick Lindsey Patrick Long            | Porsche 911 GT3 R               | 113   | + 12 tours          |
| 23  | GTD    | 73  | Park Place Motorsports                                   | Patrick Lindsey Patrick Long            | Porsche 4,0 l Flat-6 Atmo       | 113   | + 12 tours          |
| 24  | GTD    | 9   | Pfaff Motorsports                                        | Scott Hargrove Zacharie Robichon        | Porsche 911 GT3 R               | 113   | + 12 tours          |
| 24  | GTD    | 9   | Pfaff Motorsports                                        | Scott Hargrove Zacharie Robichon        | Porsche 4,0 l Flat-6 Atmo       | 113   | + 12 tours          |
| 25  | GTD    | 57  | Heinricher Racing avec Meyer Shank Racing                | Katherine Legge Beatriz Figueiredo      | Acura NSX GT3 Evo               | 113   | + 12 tours          |
| 25  | GTD    | 57  | Heinricher Racing avec Meyer Shank Racing                | Katherine Legge Beatriz Figueiredo      | Acura 3,5 l V6 Turbo            | 113   | + 12 tours          |
| 26  | GTD    | 33  | Mercedes-AMG Team Riley Motorsports                      | Jeroen Bleekemolen Ben Keating          | Mercedes-AMG GT3                | 113   | + 12 tours          |
| 26  | GTD    | 33  | Mercedes-AMG Team Riley Motorsports                      | Jeroen Bleekemolen Ben Keating          | Mercedes-AMG M159 6,2 l V8      | 113   | + 12 tours          |
| 27  | GTD    | 44  | Magnus Racing                                            | Andy Lally John Potter                  | Lamborghini Huracán GT3 Evo     | 113   | + 12 tours          |
| 27  | GTD    | 44  | Magnus Racing                                            | Andy Lally John Potter                  | Lamborghini 5,2 l V10 Atmo      | 113   | + 12 tours          |
| 28  | GTD    | 63  | WeatherTech Racing                                       | Cooper MacNeil Toni Vilander            | Ferrari 488 GT3                 | 113   | + 12 tours          |
| 28  | GTD    | 63  | WeatherTech Racing                                       | Cooper MacNeil Toni Vilander            | Ferrari F154CB 3,9 l V8 Turbo   | 113   | + 12 tours          |
| 29  | GTD    | 76  | Compass Racing                                           | Matt Plumb (en) Paul Holton             | McLaren 720S GT3                | 113   | + 12 tours          |
| 29  | GTD    | 76  | Compass Racing                                           | Matt Plumb (en) Paul Holton             | McLaren M840T 4,0 l V8 Bi-Turbo | 113   | + 12 tours          |
| 30  | GTD    | 74  | Lone Star Racing                                         | Gar Robinson Lawson Aschenbach          | Mercedes-AMG GT3                | 112   | + 13 tours          |
| 30  | GTD    | 74  | Lone Star Racing                                         | Gar Robinson Lawson Aschenbach          | Mercedes-AMG M159 6,2 l V8      | 112   | + 13 tours          |
| 31  | LMP2   | 38  | Performance Tech Motorsports                             | Kyle Masson Cameron Cassels             | Oreca 07                        | 101   | Abandon             |
| 31  | LMP2   | 38  | Performance Tech Motorsports                             | Kyle Masson Cameron Cassels             | Gibson GK428 4,2 l V8 Atmo      | 101   | Abandon             |
| 32  | DPi    | 50  | Juncos Racing                                            | William Owen Victor Franzoni (en)       | Cadillac DPi-V.R                | 100   | Abandon             |
| 32  | DPi    | 50  | Juncos Racing                                            | William Owen Victor Franzoni (en)       | Cadillac 5,5 l V8 Atmo          | 100   | Abandon             |
| 33  | GTD    | 14  | AIM Vasser-Sullivan                                      | Richard Heistand Jack Hawksworth        | Lexus RC F GT3                  | 76    | Abandon             |
| 33  | GTD    | 14  | AIM Vasser-Sullivan                                      | Richard Heistand Jack Hawksworth        | Lexus 5,0 l V8                  | 76    | Abandon             |
| 34  | GTD    | 48  | Paul Miller Racing                                       | Bryan Sellers Ryan Hardwick Corey Lewis | Lamborghini Huracán GT3 Evo     |       | Non Partant         |
| 34  | GTD    | 48  | Paul Miller Racing                                       | Bryan Sellers Ryan Hardwick Corey Lewis | Lamborghini 5,2 l V10 Atmo      |       | Non Partant         |

## Pole position et record du tour
- Pole position :
- Meilleur tour en course :

## À noter
- Longueur du circuit : 2,459 miles
- Distance parcourue par les vainqueurs :